# القمراء (المحويت)

تعديل مصدري - تعديل

القمراء هي إحدى قرى عزلة المجاديل بمديرية المحويت التابعة لمحافظة المحويت، بلغ تعداد سكانها 42 نسمة حسب تعداد اليمن لعام 2004.